# Dębina (gmina Strzyżewice)
Dębina – wieś w Polsce położona w województwie lubelskim, w powiecie lubelskim, w gminie Strzyżewice. Leży nad rzeką Bystrzycą (dopływ Wieprza).
W latach 1975–1998 miejscowość należała administracyjnie do województwa lubelskiego.
Wieś stanowi sołectwo gminy Strzyżewice. Według Narodowego Spisu Powszechnego z roku 2011 wieś liczyła 170 mieszkańców.
Wieś Dębina nazwę wzięła od rosnącej tu dębiny, lasu dębowego. Dawna nazwa: Dębniak w roku 1870. Pierwsza wzmianka pochodzi z 1879 r., przy okazji wyłączenia tej wsi z majątku Strzyżewice.
We wsi znajduje się prywatna kuźnia.